# Oleta (Alava)
Oleta en basque ou Olaeta en espagnol est une elizate ou une commune de la municipalité d'Aramaio dans la province d'Alava dans la Communauté autonome basque.